# Surinder Singh
Surinder Singh Sodhi Shokar (* 22. Juni 1957 in Firozpur, Punjab) ist ein ehemaliger indischer Hockeyspieler. Er  spielte bei den Olympischen Spielen 1980 in Moskau in der siegreichen indischen Mannschaft.

## Sportliche Karriere
Der 1,78 m große Innenstürmer gehörte zur indischen Mannschaft, die bei der Weltmeisterschaft 1978 in Buenos Aires den sechsten Platz belegte. In der Vorrundengruppe hatten die Inder den dritten Platz hinter den Mannschaften Australiens und aus Deutschlands belegt. Im Platzierungsspiel um den fünften Platz gegen die spanische Mannschaft unterlagen die Inder mit 0:2. Ende 1978 gewann die indische Mannschaft bei den Asienspielen 1978 in Bangkok die Silbermedaille hinter der Mannschaft Pakistans.
Bei den Olympischen Spielen 1980 in Moskau gewannen die Inder in der Vorrunde drei Spiele und spielten zweimal unentschieden. Damit erreichten sie das Finale gegen die Spanier, die indische Mannschaft siegte mit 4:3. Im Finale erzielte Surinder Singh die ersten beiden Treffer für die Inder. Surinder Singh war mit 15 Toren in sechs Spielen erfolgreichster Torschütze seiner Mannschaft und zweiterfolgreichster Torschütze des Turniers hinter dem Spanier Juan Amat, der 16 Treffer erzielte. 1982 belegte Singh mit der indischen Mannschaft noch einmal den fünften Platz bei der Weltmeisterschaft in Bombay. Sein letzter internationaler Auftritt fand bei der Champions Trophy 1982 statt, bei der Indien den dritten Platz belegte.
Surinder Singh war Angehöriger der Polizeikräfte des Punjab. 1997 wurde er mit dem Arjuna Award ausgezeichnet.